# 양정중학교 (울산)
양정중학교는 울산광역시 북구 효문동에 위치했던 공립 중학교이다.

## 연혁
- 1988년 3월 1일 : 개교
- 2000년 2월 29일 : 폐교 및 효정중학교로 통합

## 폐교 이후
폐교 이후, 양정중학교 부지에는 효정고등학교가 개교하였다.